# Campeonato da Europa de Corta-Mato de 1995
O 2º Campeonato da Europa de Corta-Mato de 1995 foi realizado em Alnwick, na Inglaterra, em 2 de dezembro de 1995. Paulo Guerra de Portugal levou o título na competição masculina e Annemari Sandell da Finlândia venceu a corrida feminina. 

## Resultados
Esses foram os resultados da prova. 

### Masculino individual 9 km
| Posição           | Atleta              | Tempo |
| ----------------- | ------------------- | ----- |
| Medalha de ouro   | Paulo Guerra        | 26:40 |
| Medalha de prata  | Alejandro Gómez     | 26:43 |
| Medalha de bronze | Andrew Pearson      | 26:47 |
| 4.                | Keith Cullen        | 26:48 |
| 5.                | Mustapha Essaïd     | 26:52 |
| 6.                | Jon Brown           | 26:56 |
| 7.                | Alfredo Brás        | 27:01 |
| 8.                | José Manuel García  | 27:03 |
| 9.                | Giuliano Battoletti | 27:06 |
| 10.               | Manuel Pancorbo     | 27:06 |
| 11.               | Serhiy Lebid        | 27:06 |
| 12.               | Pere Arco           | 27:17 |

103 atletas participaram da prova

### Masculino por equipes
| Posição           | Equipe                                                                             | Pontos          |
| ----------------- | ---------------------------------------------------------------------------------- | --------------- |
| Medalha de ouro   | Espanha · Alejandro Gómez · José Manuel García · Manuel Pancorbo · Pere Arco       | 32 2 8 10 12    |
| Medalha de prata  | Portugal · Paulo Guerra · Alfredo Brás · José Ramos · José Regalo                  | 37 1 7 14 15    |
| Medalha de bronze | Reino Unido · Andrew Pearson · Keith Cullen · Jon Brown · David Taylor             | 55 3 4 6 42     |
| 4.                | França · Mustapha Essaid · Benoit Zwierzchlewski · Arnaud Fourdin · Hakim Bagy     | 60 5 13 18 24   |
| 5.                | Itália · Giuliano Battocletti · Vincenzo Modica · Luigi Di Lello · Antonio Armuzzi | 111 9 27 37 38  |
| 6.                | Rússia · Aleksandr Bolkhovitin · Semen Shustin · Sergey Fedotov · Nikolay Kerimov  | 131 26 32 34 39 |
| 7.                | Irlanda                                                                            | 133             |
| 8.                | Dinamarca                                                                          | 160             |

20 equipes participaram da competição.

### Feminino individual 4.3 km
| Posição           | Atleta                 | Tempo |
| ----------------- | ---------------------- | ----- |
| Medalha de ouro   | Annemari Sandell       | 13:52 |
| Medalha de prata  | Sara Wedlund           | 14:07 |
| Medalha de bronze | Nina Belikova          | 14:09 |
| 4.                | Elene Fidatov          | 14:10 |
| 5.                | Alla Zhilyaeva         | 14:17 |
| 6.                | Annette Sergent-Palluy | 14:18 |
| 7.                | Sinead Delahunty       | 14:18 |
| 8.                | Stela Olteanu          | 14:20 |
| 9.                | Ana Dias               | 14:22 |
| 10.               | Elizabeth Talbot       | 14:23 |
| 11.               | Iulia Negura           | 14:24 |
| 12.               | Yelena Baranova        | 14:25 |

79 atletas participaram da prova

### Feminino por equipes
| Posição           | Equipe                                                            | Pontos      |
| ----------------- | ----------------------------------------------------------------- | ----------- |
| Medalha de ouro   | Rússia · Nina Belikova · Alla Zhilyaeva · Yelena Baranova         | 20 3 5 12   |
| Medalha de prata  | Roménia · Elene Fidatov · Stela Olteanu · Iulia Negura            | 23 4 8 11   |
| Medalha de bronze | França · Annette Sergent-Palluy · Zahia Dahmani · Laurence Vivier | 41 6 15 20  |
| 4.                | Espanha · Ana Alonso · Isabel Martinez · Julia Vaquero            | 55 16 17 22 |
| 5.                | Portugal · Ana Dias · Carla Sacramento · Helena Sampaio           | 55 9 19 27  |
| 6.                | Bélgica · Anja Smolders · Anne-Marie Danneels · Veronique Collard | 59 13 14 32 |
| 7.                | Reino Unido                                                       | 65          |
| 8.                | Itália                                                            | 83          |

17 equipes participaram da competição.